# アラン・ジレス
アラン・ジレス（Alain Giresse, 1952年8月2日 - ）は、フランス・ジロンド県ランゴワラン出身で元同国代表の元サッカー選手（ミッドフィールダー）であり、現サッカー指導者。1982年度バロンドール投票ではパオロ・ロッシに次いで第2位に選ばれた。長年の功績からフランス国家の最高勲章であるレジオンドヌール勲章を受章している。小柄ながらチームを牽引しナポレオンの愛称で知られた。

## 略歴
1968年にボルドーへ入団。1983-1984、1984-1985シーズンのリーグ連覇にも貢献、２年連続リーグ最優秀選手賞を受賞、1984-85シーズンにはチャンピオンズカップの準決勝にチームを導いたが、その準決勝でプラティニが在籍するユベントスと対戦、第１戦を0-3と落し、第２戦では2-0と勝利したが、合計スコアの差で決勝進出を逃した。1985-86シーズンのフランスカップ決勝、マルセイユ戦では決勝ゴールを決め、優勝を果たした。
1975年9月7日のポーランド戦で代表デビューを果たした。1978年以降1986年までミシェル・プラティニとともに銀の中盤と呼ばれたフランスの中盤の一角を担った。1982年のスペインW杯に出場、グループリーグのイングランド戦ではソレールのゴールをアシスト、２次リーグの北アイルランド戦では2ゴールを決め準決勝進出に貢献、準決勝の西ドイツ戦ではトレゾールのゴールをアシスト、自らもミドルシュートからゴールを決めたがPK戦の末敗れ、優勝はならなかった。さらにEURO1984でも全試合場、グループリーグのベルギー戦では1ゴール2アシストの活躍をみせるなど、優勝をもたらした。
1986年のメキシコW杯にも出場、グループリーグのソビエト戦でパパンのゴールをアシストした。準決勝ではまたしても西ドイツに敗れ、決勝に進出は出来なかったが、3位の成績をおさめた。同年にマルセイユへ移籍、2シーズンプレーした後に現役を引退。1987年にフランス最優秀選手に選ばれ、同賞を3度受賞したこととなった。
引退後はトゥールーズやジョージア代表、ガボン代表、マリ代表、チュニジア代表の監督を歴任した。

## 所属クラブ
- ボルドー 1968-1986
- マルセイユ 1986-1988

## 代表歴
- フランス代表 1975-1986
  - 代表デビュー：1975年9月7日 vs ポーランド
  - 代表通算：47試合出場 6得点[8]
  - 1982年スペインW杯ベスト4
  - 1984年EURO1984優勝
  - 1986年メキシコW杯3位

## 指導者経歴
- トゥールーズ 1995-1998
- パリ・サンジェルマン 1998
- トゥールーズ 1999-2000
- FARラバト 2001-2003
- ジョージア代表 2004-2005
- ガボン代表 2006-2010
- マリ代表 2010-2012
- セネガル代表 2013-2015
- マリ代表 2015-2017
- チュニジア代表 2018-2019

## タイトル

### 選手時代
FCジロンダン・ボルドー
- ディヴィジョン・アン:2回（1983年-84年、1984年-85年）
- クープ・ドゥ・フランス:1回（1985-86）

フランス代表
- UEFA欧州選手権:1回（1984）
- アルテミオ・フランキ・トロフィー:1回（1985）
- UEFAヨーロピアンチャンピオンシップトーナメントチーム:1回（1984）

個人
- オンズダルジャン:1回（1982）
- フランスリーグ年間最優秀選手:3回（1982、1983、1987）
- UEFA欧州選手権ベストイレブン:1回（1984）
- 1982年バロンドール投票第2位

### 監督時代
パリ・サンジェルマンFC
- トロフェ・デ・シャンピオン:1回（1998）

FARラバト
- クーペデュトロネ:1回（2003）